# Les Alchimistes
Pour plus de détails, voir Fiche technique et Distribution.
Les Alchimistes est un court-métrage documentaire français réalisé par Édouard Molinaro, sorti en 1957.

## Synopsis
Documentaire consacré à la chimie de l'aluminium, depuis l'extraction de la bauxite jusqu'à la fabrication de ses dérivés...

## Fiche technique
- Réalisateur : Édouard Molinaro
- Production : Je Vois Tout
- Commanditaire : Pechiney
- Assistant-réalisateur : Alain Cavalier
- Musique : Richard Cornu
- Chef-opérateur : Louis Miaille
- Métrage : 600 mètres
- Format : Noir et blanc - 35 mm- EASTMANCOLOR CinemaScope - 2,35:1 -  - Son mono

## Distribution
- Jean Desailly : le narrateur